# Гербслебен
Гербслебен (нім. Herbsleben) — громада в Німеччині, розташована в землі Тюрингія. Входить до складу району Унструт-Гайніх.
Площа — 25,02 км2. Населення становить 2890 ос. (станом на 31 грудня 2021).